# Elisabeth Sanxay Holding
Elisabeth Sanxay Holding (Nueva York, 1889 - Nueva York, 1955) fue una novelista estadounidense de suspense. En algunas ocasiones firmó sus obras como Elizabeth Sanxay Holding. 

## Biografía
Elisabeth Sanxay Holding nació el 18 de junio de 1889, en Brooklyn (Nueva York), en el seno de una familia acomodada, se educó en buenos colegios privados. A los 24 años contrajo matrimonio con el diplomático británico George E. Holding, cuya profesión le llevó a frecuentes viajes por América Latina y el Caribe, y a vivir unos años en las Bermudas, donde su marido desempeñó un cargo público. El matrimonio tuvo dos hijas.

## Trayectoria literaria
Elisabeth Holding publicó su primera novela en 1920, Invincible Minnie: una historia un punto melodramática y escabrosa sobre una mujer ambiciosa y dominante que utiliza el sexo como instrumento de poder. Desde entonces, y con discreto éxito y buenas críticas, publicó hasta 1928 otras cinco novelas: Rosaleen Among The Artists, Angelica, The Unlit Lamp, The Shoals of Honour y The Silk Pursue.
La Gran Depresión de 1929 afectó al nivel de vida de los Holding y, sobre todo a la carrera literaria de Elisabeth. Al cesar las ventas de sus novelas convencionales, su editor le propuso escribir novelas de misterio, que al menos gozaban de un mercado regular. Holding se puso a la tarea y desde entonces y hasta su muerte entregó dieciocho novelas de misterio, la primera Miasma en 1929, y la última Widows Mite, en 1952. Las consideradas como mejores son The Innocent Mr. Duff (un marido rico y alcohólico, progresivamente alucinado, concibe la tentación de deshacerse de su esposa, a la que detesta, y su chófer le propone un plan para conseguirlo) y La pared vacía (una mujer decide ocultar el cadáver del poco recomendable novio de su hija, aparecido misteriosamente en su embarcadero, y comienza a sufrir chantaje por ello). La pared vacía ha sido adaptada al cine en dos ocasiones: con el título The reckless moment (En España, Almas Desnudas) por Max Ophuls en 1949, y como Deep End (En lo más profundo) en 2001.
Otras obras de esta época son The Virgin Huntress (un joven con ciertos rasgos de gigolo ve en peligro su relación con una mujer mayor que él cuando la sobrina de esta comienza a investigar su pasado), Dark Power (una joven de buena familia al borde de la ruina va a vivir a la mansión de su tío, poblada de parientes francamente psicopáticos). The Death Wish (un hombre anulado por su dominante esposa sospecha que un amigo en su misma situación ha asesinado a su mujer, aparentando un accidente, y se debate entre el horror y la tentación de emularle), Lady Killer (durante un crucero una joven recién casada con un hombre mayor e insoportable sospecha que un compañero de viaje piensa matar a su esposa), o Nido de arañas (un joven con neurosis de guerra se convierte en sospechoso de haber asesinado a su dominante tía).

## Obras
En negrita las obras traducidas al español.

### Novelas románticas
- Invincible Minnie (1920)
- Angelica (1921)
- Rosaleen Among the Artists (1921)
- The Unlit Lamp (1922)

### Novelas de suspense
- Miasma (Miasma, 1929), trad. de Miguel Temprano García, publicada por Lumen en 2010.
- Dark Power (1930)
- The Death Wish (1934)
- The Unfinished Crime (1935)
- The Strange Crime in Bermuda (1937)
- The Obstinate Murderer, también publicada como No Harm Intended (1938)
- The Girl Who Had to Die (1940)
- Who's Afraid?, también publicada como Trial By Murder (1940)
- Speak Of The Devil (1941)
- Kill Joy, también publicada como Murder is a Kill-Joy (1942)
- Lady Killer (1942)
- The Old Battle Axe (1943)
- Nido de arañas (Net of Cobwebs, 1945), trad. de Matuca Fernández de Villavicencio, publicada por Lumen en 2008.
- The Innocent Mrs. Duff (1946)
- La pared vacía (The Blank Wall, 1947), trad. de Matuca Fernández de Villavicencio, publicada por Lumen en 2007.
- Too Many Bottles, también publicada como The Party Was the Pay-Off (1951)
- The Virgin Huntress (1951)
- Widow's Mite (1953)

Elisabeth Sanxay Holding publicó además numerosos relatos en revistas tanto convencionales como del género, algunas tan conocidas como Alfred Hitchcock's Mystery Magazine o Ellery Queen's Mystery Magazine, así como un relato infantil, Miss Kelly. Tras la muerte de la autora sus libros dejaron de reeditarse con continuidad, pero los sucesivos rescates editoriales han ido siempre acompañados por el éxito de crítica.

## Estilo y opiniones críticas
Como se ve por las sinopsis argumentales, Elisabeth Holding no es propiamente una autora de novelas policiales, ni siquiera de misterio, sino fundamentalmente de suspense psicológico, en la línea que luego seguiría, por ejemplo, Patricia Highsmith, con cuyas mejores obras comparó La pared vacía Antonia Fraser, crítica de The Spectator; aunque también se ha relacionado su temática con la de William Irish, por adoptar el punto de vista de la víctima que vive una situación de pesadilla. Destaca por su elaborada caracterización de personajes, por la creación de atmósferas siniestras, y por la amenidad y economía de medios expresivos, eludiendo siempre el exceso con una aparente frialdad o calma narrativa que hace más eficaz lo estremecedor de la trama.
"Créeme si te digo que es la mejor escritora de suspense que conozco. Sus personajes son maravillosos, y esa calma interior con que ella los maneja me intriga y me fascina" (Raymond Chandler, en carta a su editor británico).
"Los entendidos se lanzarán a las librerías cada vez que se publique una nueva novela de Holding" (Dorothy B. Hughes, crítica estadounidense).
"Ha llegado el momento de redescubrir a Elisabeth Sanxay Holding. Aunque sus libros dejaron de publicarse, nunca dejaron de estar de moda". (Gregory Shepard, en el prólogo a una reedición estadounidense de 2003, reproducido en la edición en castellano de "Nido de Arañas").